# Stars and Stripes Volume 1
Stars and Stripes Volume 1 — двадцать восьмой студийный альбом американской рок-группы The Beach Boys. Диск вышел в августе 1996 года на River North Records. Диск занял 101-е место в американском хит-параде.

## Об альбоме
Stars and Stripes Volume 1 стал последней совместной работой Брайана Уилсона, Карла Уилсона (умер в 1998 году), Майка Лава, Алана Джардина и Брюса Джонстона. Особенностью диска являются новые версии старых песен The Beach Boys в исполнении звёзд кантри; участники группы лишь обеспечивали вокальный аккомпанемент. Вторая часть Stars and Stripes Volume 2 так никогда и не вышла (для неё Тэмми Уайнетт вместе с Брайаном Уилсоном записали In My Room).

## Список композиций
| №   | Название                 | Автор(ы)                                | Вокал           | Длительность |
| --- | ------------------------ | --------------------------------------- | --------------- | ------------ |
| 1.  | «Don’t Worry Baby»       | Брайан Уилсон / Роджер Кристиан         | Лорри Морган    | 3:16         |
| 2.  | «Little Deuce Coupe»     | Б. Уилсон / Р. Кристиан                 | Джеймс Хаус     | 2:50         |
| 3.  | «409»                    | Б. Уилсон / Майк Лав / Гэри Ашер        | Джуниор Браун   | 2:20         |
| 4.  | «Long, Tall Texan»       | Генри Стрелецкий                        | Дуглас Суперно  | 4:02         |
| 5.  | «I Get Around»           | Б. Уилсон / М. Лав                      | Сойер Браун     | 2:29         |
| 6.  | «Be True to Your School» | Б. Уилсон / М. Лав                      | Тоби Кит        | 3:18         |
| 7.  | «Fun, Fun, Fun»          | Б. Уилсон / М. Лав                      | Рики ван Шелтон | 2:20         |
| 8.  | «Help Me, Rhonda»        | Б. Уилсон / М. Лав                      | Т. Грэм Браун   | 3:10         |
| 9.  | «The Warmth of the Sun»  | Б. Уилсон / М. Лав                      | Вилли Нельсон   | 3:18         |
| 10. | «Sloop John B»           | народная, аранжировка Б. Уилсона        | Коллин Рей      | 3:45         |
| 11. | «I Can Hear Music»       | Джефф Барри / Элли Гринвич/ Фил Спектор | Кэти Трокколи   | 3:14         |
| 12. | «Caroline, No»           | Б. Уилсон / Тони Эшер                   | Тимоти Шмит     | 3:19         |

## Участники записи
The Beach Boys:
- Алан Джардин — вокальный аккомпанемент
- Брюс Джонстон — вокальный аккомпанемент
- Майк Лав — вокальный аккомпанемент
- Брайан Уилсон — вокальный аккомпанемент
- Карл Уилсон — вокальный аккомпанемент

## Альбомные синглы
- I Can Hear Music (с Кэти Трокколи) (1996; № 16)
- Don’t Worry Baby (с Лорри Морган) (1996)
- Little Deuce Coupe (с Джеймсом Хаусом) (1996)
- Long Tall Texan (с Дугом Суперно) (1996)